# 菅仙谷
菅仙谷（すげせんごく）は、神奈川県川崎市多摩区にある地名。現行行政地名は菅仙谷1丁目から菅仙谷4丁目。住居表示実施済み区域。

## 地理
川崎市多摩区の北西部に位置し、西側は稲城市と接する。多摩丘陵の南山から続く里山（現在は多くが宅地化している）が多くを占め、ふもとには三沢川が流れる。南部には遊園地のよみうりランドがある。
東は菅馬場（すげばんば）、西は稲城市矢野口、南は麻生区細山・麻生区多摩美（たまみ）、北は菅城下（すげしろした）に接する。

### 河川
- 三沢川

### 地価
住宅地の地価は、2025年（令和7年）1月1日の公示地価によれば、菅仙谷2-30-4の地点で18万4000円/m²、菅仙谷3-8-3の地点で18万8000円/m²となっている。

## 歴史

### 沿革
- 1985年（昭和60年）2月12日 - 住居表示の実施に伴い、菅から分立[5]。

### 地名の由来
スゲ（菅）が多く生えていたことと、寿福寺西の谷戸、仙石谷（せんごくやと）に仙人が住んでいたとされることから。

### 町名の変遷
| 実施後      | 実施年月日                | 実施前（各町名ともその一部） |
| ----------- | ------------------------- | ---------------------------- |
| 菅仙谷1丁目 | 1985年（昭和60年）2月12日 | 菅字仙石谷                   |
| 菅仙谷2丁目 | 1985年（昭和60年）2月12日 | 菅字小谷                     |
| 菅仙谷3丁目 | 1985年（昭和60年）2月12日 | 菅字小谷、菅字北浦谷         |
| 菅仙谷4丁目 | 1985年（昭和60年）2月12日 | 菅字仙石谷、菅字小谷         |

## 世帯数と人口
2025年（令和7年）6月30日現在（川崎市発表）の世帯数と人口は以下の通りである。
| 丁目        | 世帯数    | 人口    |
| ----------- | --------- | ------- |
| 菅仙谷1丁目 | 543世帯   | 1,172人 |
| 菅仙谷2丁目 | 888世帯   | 1,832人 |
| 菅仙谷3丁目 | 963世帯   | 2,221人 |
| 菅仙谷4丁目 | 75世帯    | 75人    |
| 計          | 2,469世帯 | 5,300人 |

### 人口の変遷
国勢調査による人口の推移。
| 年                 | 人口  |
| ------------------ | ----- |
| 1995年（平成7年）  | 4,986 |
| 2000年（平成12年） | 5,291 |
| 2005年（平成17年） | 5,843 |
| 2010年（平成22年） | 5,698 |
| 2015年（平成27年） | 5,583 |
| 2020年（令和2年）  | 5,453 |

### 世帯数の変遷
国勢調査による世帯数の推移。
| 年                 | 世帯数 |
| ------------------ | ------ |
| 1995年（平成7年）  | 1,743  |
| 2000年（平成12年） | 1,885  |
| 2005年（平成17年） | 2,081  |
| 2010年（平成22年） | 2,010  |
| 2015年（平成27年） | 2,131  |
| 2020年（令和2年）  | 2,181  |

## 学区
市立小・中学校に通う場合、学区は以下の通りとなる（2022年3月時点）。
| 丁目        | 番・番地等 | 小学校             | 中学校             |
| ----------- | ---------- | ------------------ | ------------------ |
| 菅仙谷1丁目 | 全域       | 川崎市立西菅小学校 | 川崎市立南菅中学校 |
| 菅仙谷2丁目 | 全域       | 川崎市立西菅小学校 | 川崎市立南菅中学校 |
| 菅仙谷3丁目 | 全域       | 川崎市立南菅小学校 | 川崎市立南菅中学校 |
| 菅仙谷4丁目 | 全域       | 川崎市立西菅小学校 | 川崎市立南菅中学校 |

## 事業所
2021年（令和3年）現在の経済センサス調査による事業所数と従業員数は以下の通りである。
| 丁目        | 事業所数 | 従業員数 |
| ----------- | -------- | -------- |
| 菅仙谷1丁目 | 11事業所 | 31人     |
| 菅仙谷2丁目 | 21事業所 | 84人     |
| 菅仙谷3丁目 | 29事業所 | 188人    |
| 菅仙谷4丁目 | 19事業所 | 602人    |
| 計          | 80事業所 | 905人    |

### 事業者数の変遷
経済センサスによる事業所数の推移。
| 年                 | 事業者数 |
| ------------------ | -------- |
| 2016年（平成28年） | 77       |
| 2021年（令和3年）  | 80       |

### 従業員数の変遷
経済センサスによる従業員数の推移。
| 年                 | 従業員数 |
| ------------------ | -------- |
| 2016年（平成28年） | 899      |
| 2021年（令和3年）  | 905      |

## 交通
鉄道
京王相模原線京王稲田堤駅、JR南武線稲田堤駅が最寄り駅となっている。

### 橋
- 指月橋

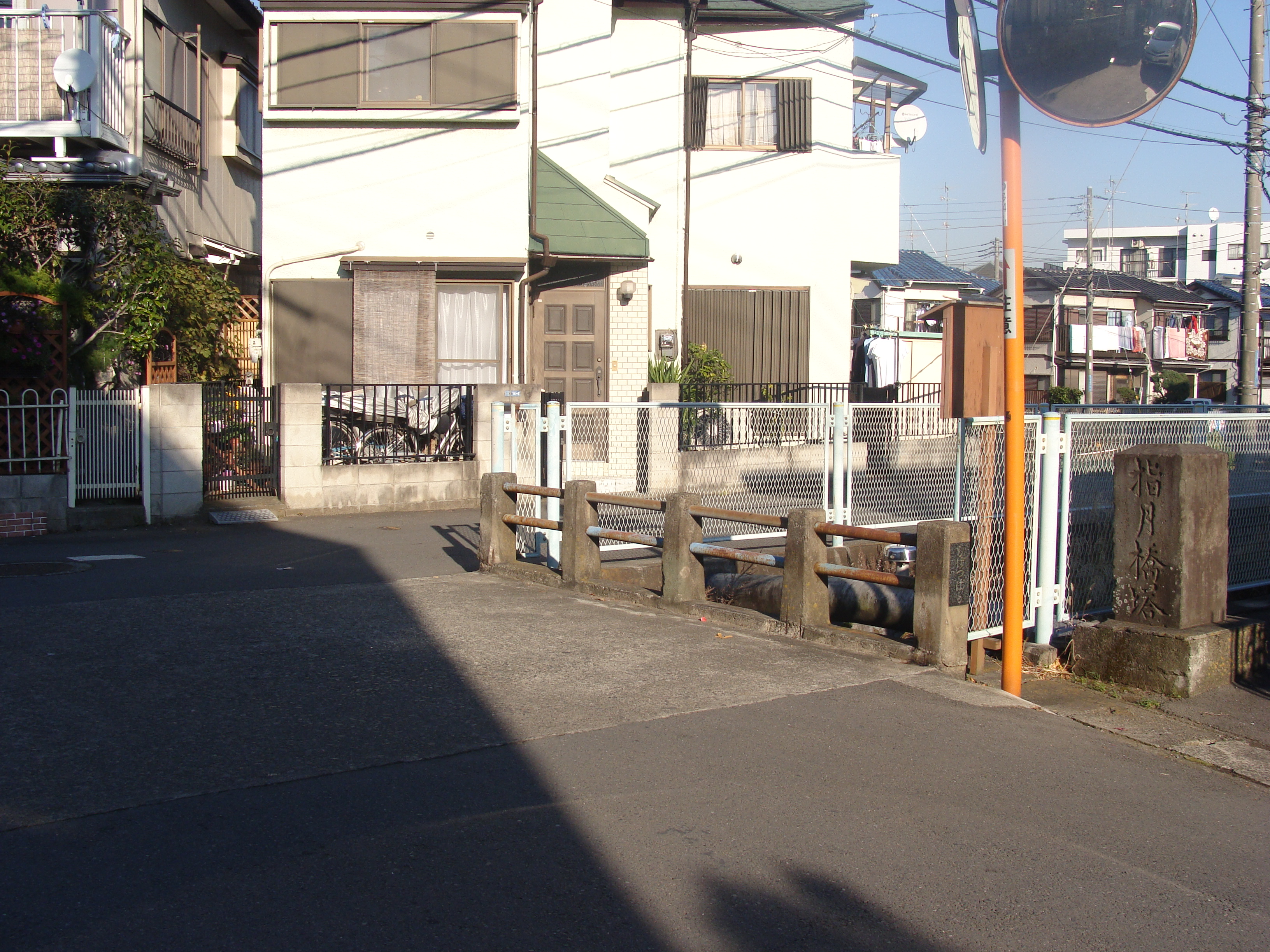
指月橋

  - 1186年源義経が藤原秀衡を頼って奥州へ赴く途中、寿福寺で一夜をすごすためにこの橋に来たものの朽ちて穴が開いていたため馬から下り橋を点検した。夜空を見上げると満月が輝いており満月を指さしたことが由来とされている[21]。

## 施設
観光
- よみうりランド
  - 読売ジャイアンツ球場

公園
- 菅さくら公園
  - 川崎市農業技術支援センター（旧:川崎市フルーツパーク）
- 菅仙谷公園
- 菅小谷公園
- 菅みずき公園
- 菅仙谷なかよし公園
- 菅仙谷さくら公園
- 菅仙谷1丁目公園

- 菅小谷緑地
- 菅仙谷緑地

神社
- 八幡神社

寺
- 寿福寺
  - 創建年は不明。木造 国一禅師坐像が所蔵されており川崎市重要歴史記念物に指定されている[22]。

その他
- 生田スタジオ
- 読売ジャイアンツ寮

## 史跡
- 小沢城跡

## トリビア
第94代内閣総理大臣菅直人と内閣官房長官仙谷由人2人の苗字が地名に入っているだけでなく、菅仙谷なかよし公園があること、小沢城址（小沢一郎）が菅地区を見下ろす高台にあることから話題となった。

## その他

### 日本郵便
- 郵便番号 : 214-0006[3]（集配局 : 登戸郵便局[26]）

### 警察
町内の警察の管轄区域は以下の通りである。
| 丁目        | 番・番地等 | 警察署     | 交番・駐在所 |
| ----------- | ---------- | ---------- | ------------ |
| 菅仙谷1丁目 | 全域       | 多摩警察署 | 菅星ヶ丘交番 |
| 菅仙谷2丁目 | 全域       | 多摩警察署 | 菅星ヶ丘交番 |
| 菅仙谷3丁目 | 全域       | 多摩警察署 | 菅星ヶ丘交番 |
| 菅仙谷4丁目 | 全域       | 多摩警察署 | 菅星ヶ丘交番 |